# 莫龙 (阿根廷)
莫龙是阿根廷布宜诺斯艾利斯省的一座城市，也是大布宜诺斯艾利斯都市圈的一部分。